# ولاية إسبرطة
وِلَايَةُ إِسْبَرْطَة (بالتركية: اسبارته ولایت/Isparta ili) ولاية تركية في جنوب غرب البلاد. المقاطعات المجاورة لها هي أفيون إلى الشمال الغربي، بوردور إلى الجنوب الغربي، أنطالية إلى الجنوب، وقونية من الشرق. عاصمتها مدينة إسبرطة، وتبلغ مساحتها 8٫733 كم² ويبلغ عدد سكانها 513٫681 نسمة كما يبلغ معدل الكثافة السكانية 58/كم².
من أقضيتها: أقسو (إسبرطة) ‏، كونان (إسبرطة) ‏، يلواج ‏، سنركند ‏، شرقي قرة أغاج ‏، يني شار بادملة ‏.

## معرض صور

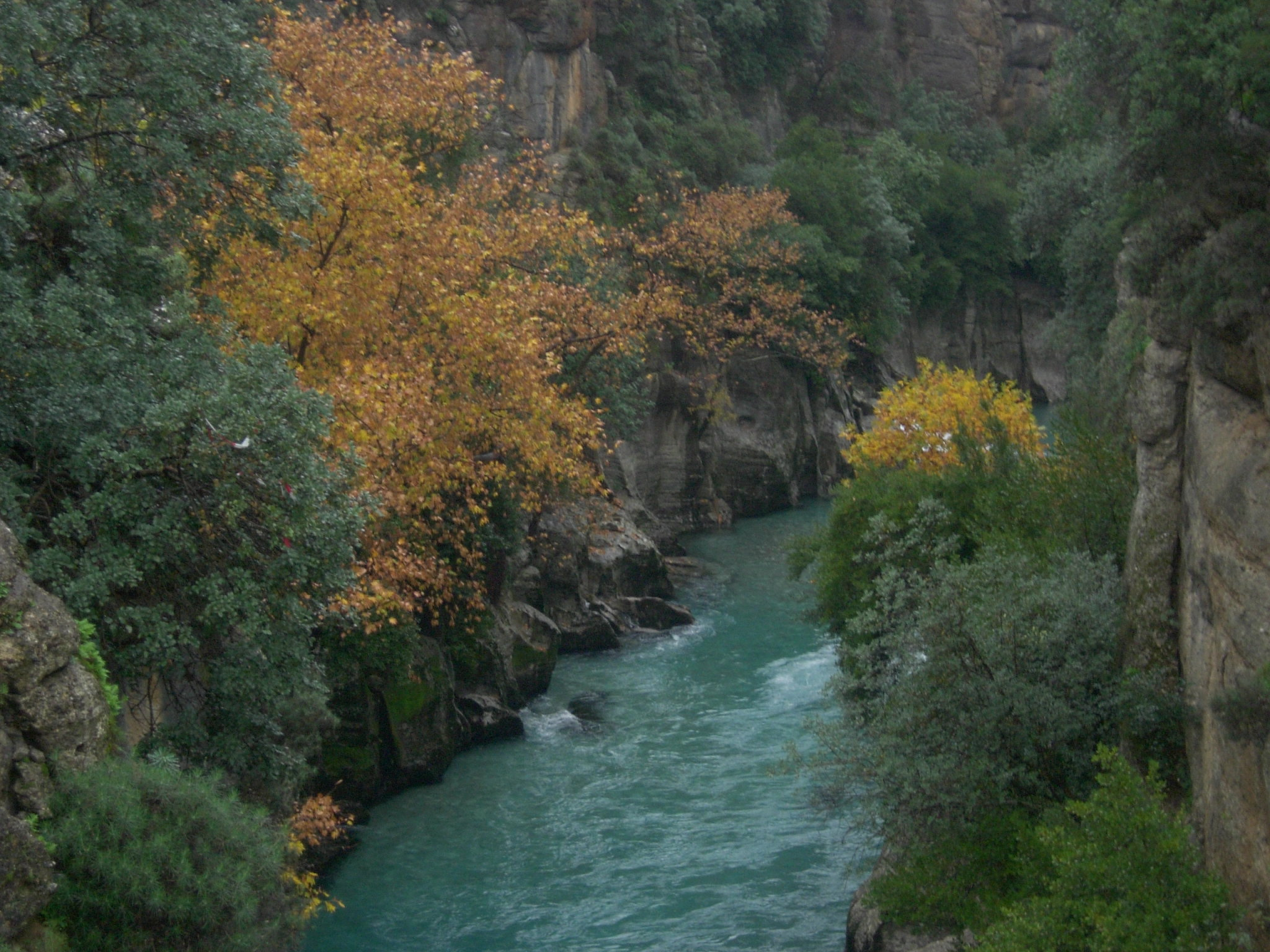
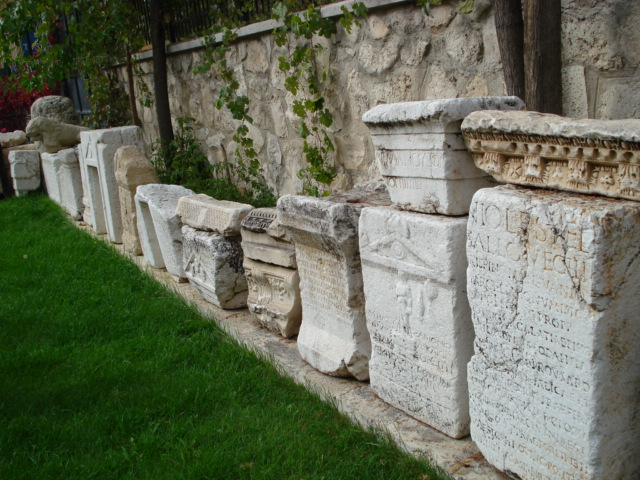
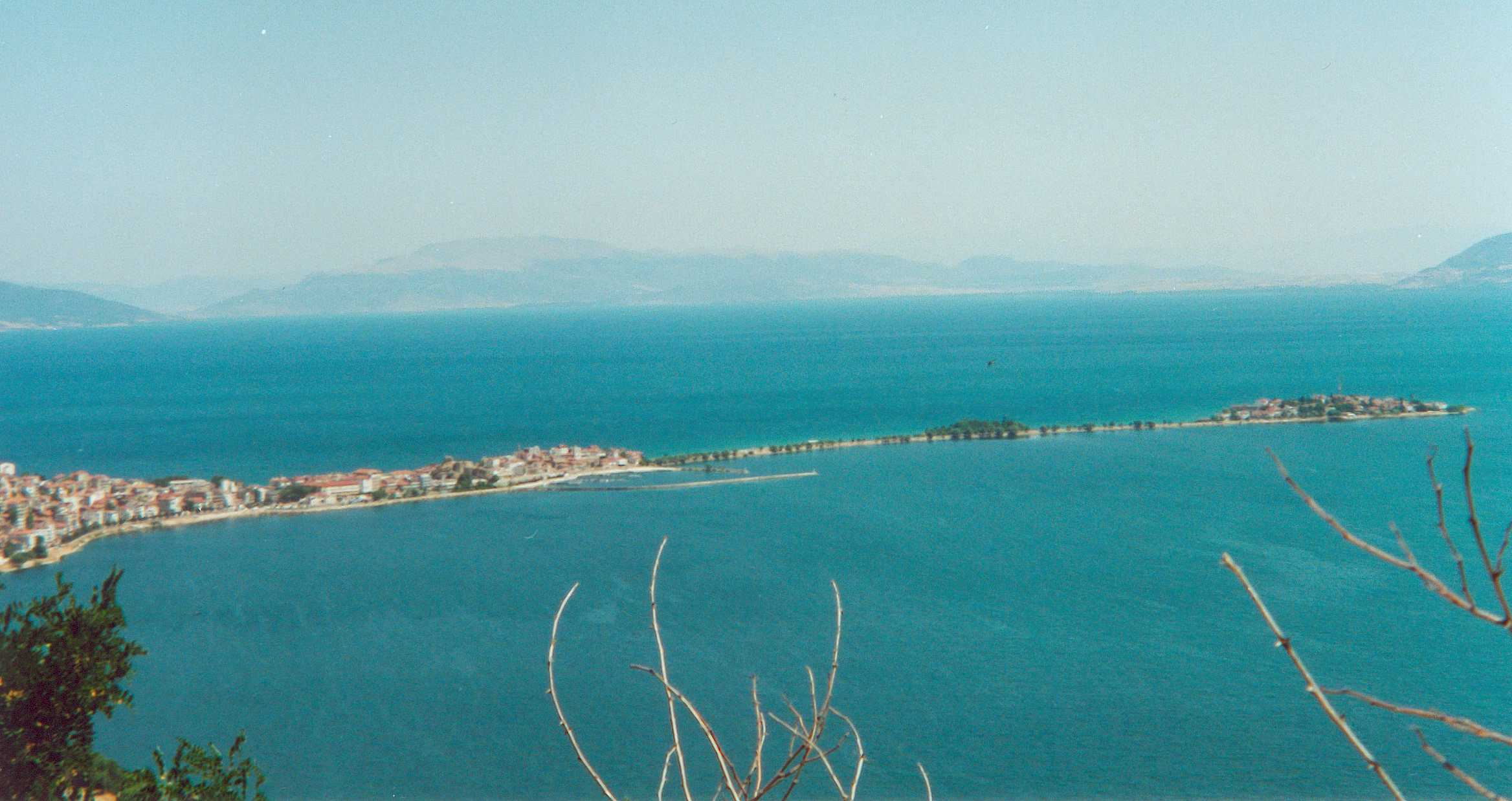
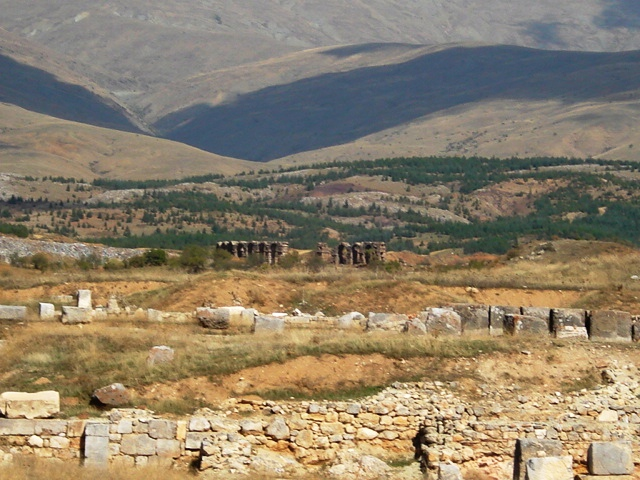